# スタンバイSay You!
『スタンバイSay You!』（スタンバイ セイ ユー）は、1997年3月20日にヒューマンからWindows 3.1/95、セガサターン、PlayStationで発売された声優監督シミュレーションゲーム。発売時のメーカー希望小売価格は5,800円。
人気声優から新人声優までの豪華な顔ぶれが揃い、ムービーなどで顔出しで出演した。
ちなみに、セガサターン版のレーティングは18歳以上推奨とされているが、ゲーム上で過激なシーンは全くない。

## 内容
プレイヤーは声優兼音響監督の千葉繁の弟子である。前任の音響監督がテレビアニメ『インタラプト・ガール』の制作途中で逃げてしまい、急遽プレイヤーが音響監督を任されることになる。本編中ではムービーがメインなので、プレイヤーが操作する場面はあまりない。声優の演技に指示を与えながら収録していくが、「テスト」ではどのように指示しても音声が変化しないため、プレイヤーはOKを出してから実際の音声を聞くと愕然とすることになる。声優を探してこいと言われ、ヒントを与えられずにスタジオから出されることもある。また、収録に時間がかかりすぎると打ち上げ会で声優から嫌味を言われるムービーが表示されるほか、最悪の場合はプロデューサーに解雇されて叩き出される。
劇中のキャラクターによるパソコン通信「GAL'Sネット」の音声説明や『インタラプト・ガール』のドラマなど、アクセサリーも収録されていた。

## ミニゲーム
本編をクリアすると以下のミニゲームで遊べるようになる。5種類をオプションモードで選べるが、Windows 3.1/95版には収録されていない。
- 紙芝居ツール - 絵と声のサンプルを組み合わせオリジナルの紙芝居を作ることができる。
- 配役割り振りゲーム - 画面の絵・セリフに合わせて声優を割り当てていく。
- 天国クイズ - 声を当てるクイズ。
- 地獄クイズ - 矢尾一樹によるクイズ。問題も解答もメチャクチャな上、それで10問中8問で合格しなければならない。クリアした場合、「今夜は焼き魚」という謎のメッセージが出る。
- セリフあて - 画面に一瞬だけ表示されるセリフと、いくつかに分割された音声との間違い探し。

## キャスト
- クリア：横山智佐
- アプリ：篠原恵美
- オブジェ：丹羽紫保里
- 高木淳：三木眞一郎
- ファンク：大谷育江
- アイリン：玉川紗己子
- ダイナスト：矢尾一樹
- 久保田裕也：太田真一郎
- 宮城志穂：高橋久恵
- キャスター：佐々木菜摘
- 男：安井邦彦、松田健浩
- 大坪博士：千葉繁

## 最低評価
ゲーム雑誌『セガサターンマガジン』の1-10点・10段階の読者評価において初登場で平均点1.0769点となり、当時評価が群を抜いて低かった『デスクリムゾン』の1.0909点を抜き、セガサターンマガジン史上最低の評価となった（この平均点は、13人中12人が1点、1人だけ2点ということになる）。